# Drymonia ovata
Drymonia ovata är en tvåhjärtbladig växtart som beskrevs av Johannes von Hanstein. Drymonia ovata ingår i släktet Drymonia och familjen Gesneriaceae. Inga underarter finns listade i Catalogue of Life.